# Rappresaglia (film 1973)
Rappresaglia è un film del 1973 diretto da George Pan Cosmatos.
Il film ricostruisce attraverso il libro Morte a Roma di Robert Katz, che ha contribuito alla sceneggiatura, gli eventi riguardanti l'episodio storico della resistenza italiana conosciuto come attentato di via Rasella e la susseguente rappresaglia, nota come eccidio delle Fosse Ardeatine.

## Trama
Roma, 1944: Padre Antonelli è un prete romano specializzato nel restauro di opere d'arte. Nel suo studio viene a fargli visita il tenente colonnello delle SS Herbert Kappler, comandante del servizio di sicurezza e della polizia a Roma, per chiarire un malinteso sul falso di un'opera del Masaccio, restaurata dallo stesso Antonelli; alcuni degli allievi del parroco sono partigiani e, il 23 marzo, effettuano un attentato dinamitardo in via Rasella, in cui muoiono, inizialmente, trentadue soldati tedeschi. Hitler in persona manda un dispaccio al comando tedesco della capitale con l'ordine di attuare una rappresaglia per spaventare la popolazione e nello stesso tempo scoraggiare altri attacchi nei confronti delle forze di occupazione.
Incaricato dell'operazione è Kappler, il quale deve compilare in una notte, con l'aiuto del questore fascista Pietro Caruso, una lista di persone da uccidere; è stato stabilito infatti che, per ogni tedesco ucciso, dovranno essere giustiziati 10 italiani, quindi in totale 320 persone. Nelle ore che precedono l'inizio dell'operazione tuttavia muore, a causa delle ferite riportate nell'attentato, un altro soldato tedesco e quindi il totale degli italiani da reperire sale a 330.
Padre Antonelli implora Kappler di risparmiare i prigionieri ma inutilmente. Per errore vengono caricate sui camion 5 persone in più, ma le SS se ne accorgono solo una volta giunte alle Fosse Ardeatine, luogo delle esecuzioni. Ma data la segretezza dell'operazione non possono lasciarli andare, per cui anch'essi dovranno subire la medesima sorte. Il parroco segue la colonna dei camion e capisce quello che sta succedendo ma non può intervenire in alcun modo se non condividere la sorte dei condannati e, dismessa la tonaca da prete, si mischia agli ostaggi che vengono introdotti nelle grotte per essere fucilati, morendo per mano dello stesso Kappler con un colpo di pistola alla nuca, non prima di avergli rivolto un silenzioso sguardo di monito.

## Controversie
La ricostruzione dei fatti offerta dal film fu oggetto di una controversia giudiziaria: nel 1974 la nipote di papa Pio XII, Elena Rossignani, querelò l'autore di Morte a Roma Robert Katz, il regista George Pan Cosmatos e il produttore Carlo Ponti, ritenendo sia il libro che il film gravemente lesivi della reputazione del pontefice, accusato di essere a conoscenza dell'intenzione tedesca di procedere con la rappresaglia delle Fosse Ardeatine e di non essere intervenuto per impedirla. Dopo una condanna per diffamazione in primo grado da parte del tribunale di Roma nel 1975 (un anno e due mesi di reclusione per Katz e sei mesi per Cosmatos e Ponti), in seguito a ricorso in appello nel 1978 gli imputati ottennero l'assoluzione. Il successivo ricorso in Cassazione si concluse, per Cosmatos e Ponti, con l'annullamento senza rinvio della sentenza di appello e la conferma della condanna. Viceversa, per Katz fu disposto un nuovo giudizio d'appello, che si concluse nel 1981 con una condanna a un anno e un mese di reclusione e a 400 mila lire di multa.
Il caso si concluse nel 1984 con un'ulteriore pronuncia della suprema corte, la quale su ricorso di Katz confermò la fondatezza della decisione del 1981, ma stabilì che l'offesa non fosse punibile per intervenuta amnistia. Secondo quanto riportato dallo stesso Katz nel suo libro Roma città aperta, la corte lasciò comunque aperta ai familiari di Pio XII la possibilità di un'azione civile per danni, che tuttavia gli interessati decisero di non intraprendere.

## Accuratezza storica
Il film presenta una ricostruzione dell'attentato di via Rasella contenente vari errori storici, alcuni dei quali tendenti ad enfatizzarne l'importanza dal punto di vista militare: sebbene il reparto tedesco colpito, il Polizeiregiment "Bozen", appartenesse alla Ordnungspolizei (polizia d'ordine), i suoi soldati sono raffigurati come soldati delle Waffen-SS, indossanti uniformi grigie con le tipiche mostrine recanti le Sigrunen, anziché le reali divise color verde vivace; si mostra inoltre un riuscito assalto con bombe a mano contro una Kübelwagen munita di mitragliatrice, la cui presenza a via Rasella è esclusa da studi più recenti.
Tuttavia, lo storico tedesco Joachim Staron rileva: «Nel film l'attentato di via Rasella veniva criticato come mai era avvenuto in precedenza. Sebbene il tabù delle vittime civili dell'azione non venisse nemmeno sfiorato – Helmut Dobbrik, il comandante di battaglione del reggimento Bozen, dice chiaramente a Kappler che non ci sono state vittime civili – nel corso del film diversi attori accennano in modo perfino stereotipato alla sostanziale legittimità della rappresaglia. Non solo: anche i partigiani riunitisi dopo l'attentato intuiscono quello che i tedeschi stanno preparando ma decidono ugualmente di non consegnarsi. A ciò si aggiunga che nei titoli di testa l'attentato veniva esplicitamente criticato come "insensato". Una critica che certo non può mancare di sorprendere se solo teniamo presente che Robert Katz, l'autore della sceneggiatura, solo qualche anno prima, nel suo libro Morte a Roma (1967), si era decisamente schierato a favore degli attentatori». Tali aspetti non impedirono comunque a l'Unità di reclamizzare entusiasticamente l'opera come «un film per tutti che devono vedere tutti», pubblicando i commenti positivi dei protagonisti di via Rasella.
In una scena del secondo tempo viene rappresentato un colloquio fra Herbert Kappler e "il capitano Priebke": nel 1973, anno di uscita del film, più di vent'anni prima della sua individuazione in Argentina, praticamente solo gli storici erano a conoscenza della figura di Erich Priebke, vice comandante del quartier generale della Gestapo a Roma poi processato e condannato in Italia per le sue responsabilità nella strage delle Fosse Ardeatine, il che rappresenta un elemento di particolare accuratezza della sceneggiatura. Priebke era già stato citato due volte da Burton-Kappler nel primo tempo del film.